# Liste des chapitres de Black Butler
Cet article est un complément de l’article sur le manga Black Butler. Il contient la liste des volumes du manga parus en presse à partir du tome 1, avec les chapitres qu’ils contiennent.

## Volumes reliés

### Tomes 1 à 10
| no | Japonais          | Japonais          | Français         | Français          |
| no | Date de sortie    | ISBN              | Date de sortie   | ISBN              |
| --- | ----------------- | ----------------- | ---------------- | ----------------- |
| 1 | 27 février 2007   | 978-4-7575-1963-3 | 6 novembre 2009  | 978-2-5050-0765-4 |
| Sous jaquette : Black Host Personnage en couverture : Sebastian MichaelisListe des chapitres : - 1. Le majordome habile (その執事、有能, Sono Shitsuji, Yūnō) - 2. Le majordome omnipotent (その執事、万能, Sono Shitsuji, Bannō) - 3. Le plus fort des majordomes (その執事、最強, Sono Shitsuji, Saikyō) - 4. Le majordome effroyable (その執事、最凶, Sono Shitsuji, Sai Kyō)                                                                                                   |                   |                   |                  |                   |
| 2 | 27 juillet 2007   | 978-4-7575-2063-9 | 19 mars 2010     | 978-2-5050-0829-3 |
| Sous jaquette : Black Doctor Personnage en couverture : Sebastian MichaelisListe des chapitres : - 5. Le majordome est très occupé (その執事、多忙, Sono Shitsuji, Sabō) - 6. Le majordome se met en marche (その執事、始動, Sono Shitsuji, Shidō) - 7. Le majordome est extravagant (その執事、粋狂, Sono Shitsuji, Suikyō) - 8. Le majordome est digne d'éloges (その執事、殊勝, Sono Shitsuji, Shushō) - 9. Rencontre avec un majordome (その執事、邂逅, Sono Shitsuji, Kaikō)  |                   |                   |                  |                   |
| 3 | 18 décembre 2007  | 978-4-7575-2192-6 | 19 mars 2010     | 978-2-5050-0830-9 |
| Sous jaquette : Black Ninja Personnage en couverture : Sebastian MichaelisListe des chapitres : - 10. Le majordome se replonge dans le passé (その執事、回想, Sono Shitsuji, Kaisō) - 11. Le majordome se souvient (その執事、追想, Sono Shitsuji, Tsuisō) - 12. Le majordome contre-attaque (その執事、反攻, Sono Shitsuji, Hankō) - 13. Le majordome aux funérailles (その執事、葬送, Sono Shitsuji, Sōsō) - 14. Le majordome chasse (その執事、狩猟, Sono Shitsuji, Shuryō)     |                   |                   |                  |                   |
| 4 | 27 mai 2008       | 978-4-7575-2291-6 | 2 juillet 2010   | 978-2-5050-0831-6 |
| Sous jaquette : Black Racer Personnage en couverture : Sebastian MichaelisListe des chapitres : - 15. Le majordome s'incruste (その執事、居候, Sono Shitsuji, Isōrō) - 16. Le majordome est un étranger (その執事、異邦, Sono Shitsuji, Ihō) - 17. Le majordome a un adversaire (その執事、拮抗, Sono Shitsuji,Kikkō) - 18. Le majordome part en filature (その執事、尾行, Sono Shitsuji, Bikō) - 19. Le majordome est extraordinaire (その執事、異能, Sono Shitsuji, Inō)         |                   |                   |                  |                   |
| 5 | 18 septembre 2008 | 978-4-7575-2378-4 | 5 novembre 2010  | 978-2-5050-0989-4 |
| Sous jaquette : Black Sushiya Personnage en couverture : Sebastian MichaelisListe des chapitres : - 20. Le majordome est inspiré (その執事、着想, Sono Shitsuji, Chakusō) - 21. Majordome contre majordome (その執事、競争, Sono Shitsuji, Kyōsō) - 22. Le majordome est victorieux (その執事、純情, Sono Shitsuji, Junjō) - 23. Le majordome s'impatiente (その執事、交流, Sono Shitsuji, Kōryū)                                                                                  |                   |                   |                  |                   |
| 6 | 27 janvier 2009   | 978-4-7575-2485-9 | 4 mars 2011      | 978-2-5050-1062-3 |
| Sous jaquette : Black Golfer Personnage en couverture : Ciel PhantomhiveListe des chapitres : - 24. Le majordome entre en piste (その執事、壇上, Sono Shitsuji, Sanjō) - 25. Le majordome prodigue des soins (その執事、治療, Sono Shitsuji, Chiryō) - 26. Le majordome a un collègue (その執事、同僚, Sono Shitsuji, Dōryō) - 27. Le majordome se donne en spectacle (その執事、興行, Sono Shitsuji, Kōgyō)                                                                       |                   |                   |                  |                   |
| 7 | 27 juin 2009      | 978-4-7575-2601-3 | 1er juillet 2011 | 978-2-5050-1170-5 |
| Sous jaquette : Black Dancer Personnage en couverture : JokerListe des chapitres : - 28. Le majordome négocie (その執事、交渉, Sono Shitsuji, Kōshō) - 29. Le majordome est immoral (その執事、醜行, Sono Shitsuji, Shūkō) - 30. Le majordome prodigue ses soins (その執事、撫養, Sono Shitsuji, Buyō) - 31. Le majordome est sur le qui-vive (その執事、歓望, Sono Shitsuji, Kanbō) - 32. Le majordome ricane (その執事、嘲笑, Sono Shitsuji, Chōshō)                             |                   |                   |                  |                   |
| 8 | 27 novembre 2009  | 978-4-7575-2736-2 | 7 octobre 2011   | 978-2-5050-1258-0 |
| Sous jaquette : Black Athlete Personnage en couverture : William T. SpearsListe des chapitres : - 33. Le majordome est prestigieux (その執事、信望, Sono Shitsuji, Shinbō) - 34. Le majordome garde son sang-froid (その執事、従容, Sono Shitsuji, Shōyō) - 35. Le majordome accomplit sa tâche (その執事、遂行, Sono Shitsuji, Suikō) - 36. Le majordome en escorte (その執事、随行, Sono Shitsuji, Zuikō) - 37. Le majordome sur mesure (その執事、新調, Sono Shitsuji, Shinchō) |                   |                   |                  |                   |
| 9 | 18 juin 2010      | 978-4-7575-2891-8 | 17 février 2012  | 978-2-5050-1415-7 |
| Sous jaquette: Black Chief Clerk Personnage en couverture : LauListe des chapitres : - 38. Le majordome est bouleversant (その執事、悲愴, Sono Shitsuji, Hisō) - 39. Le majordome est surpris (その執事、咆驚, Sono Shitsuji, Houkyou) - 40. Le majordome enferme son maître (その執事、収容, Sono Shitsuji, Shūyō) - 41. Le majordome est mort (その執事、死亡, Sono Shitsuji, Shibō) - 42. Le majordome est remplacé (その執事、代行, Sono Shitsuji, Daikō)                      |                   |                   |                  |                   |
| 10 | 27 septembre 2010 | 978-4-7575-3012-6 | 1er juin 2012    | 978-2-5050-1468-3 |
| Sous jaquette : Black Esper Personnage en couverture : TanakaListe des chapitres : - 43. Costaud, le majordome ! (その執事、屈強, Sono Shitsuji, Kukkyō) - 44. Le majordome gémit (その執事、哀号, Sono Shitsuji, Aigō) - 45. Le majordome est transféré (その執事、移動, Sono Shitsuji, Idō) - 46. Le majordome est superflu (その執事、不要, Sono Shitsuji, Fuyō) - 47. Le majordome médite (その執事、黙想, Sono Shitsuji, Mokusō)                                              |                   |                   |                  |                   |

### Tomes 11 à 20
| no | Japonais         | Japonais          | Français         | Français          |
| no | Date de sortie   | ISBN              | Date de sortie   | ISBN              |
| --- | ---------------- | ----------------- | ---------------- | ----------------- |
| 11 | 26 février 2011  | 978-4-7575-3151-2 | 2 novembre 2012  | 978-2-5050-1565-9 |
| Sous jaquette : Black Gourmet Personnage en couverture : Charles GreyListe des chapitres : - 48. Le majordome fournit des réponses (その執事、解決, Sono Shitsuji, Kaiketsu) - 49. Le majordome est insolite (その執事、奇矯, Sono Shitsuji, Kikyō) - 50. On enterre le majordome (その執事、埋葬, Sono Shitsuji, Maisō) - 51. Le majordome quitte le port (その執事、出港, Sono Shitsuji, Shukkō) - 52. Le majordome assure le service (その執事、運航, Sono Shitsuji, Unkō)                                                  |                  |                   |                  |                   |
| 12 | 27 juillet 2011  | 978-4-7575-3307-3 | 1er février 2013 | 978-2-5050-1685-4 |
| Sous jaquette : Black Idol Personnage en couverture : Ronald KnoxListe des chapitres : - 53. Le majordome se bagarre (その執事、乱闘, Sono Shitsuji, Rantō) - 54. Le majordome est sans égal (その執事、無双, Sono Shitsuji, Musō) - 55. Le majordome accomplit de vains efforts (その執事、徒労, Sono Shitsuji, Torō) - 56. Le majordome évalue la situation (その執事、見当, Sono Shitsuji, Kentō) - 57. Le majordome livre un combat difficile (その執事、苦闘, Sono Shitsuji, Kutō)                                        |                  |                   |                  |                   |
| 13 | 27 décembre 2011 | 978-4-7575-3460-5 | 21 juin 2013     | 978-2-5050-1732-5 |
| Sous jaquette : Black Spy Personnage en couverture : Elizabeth de MidfordListe des chapitres : - 58. Le majordome frappe à mains nues (その執事、手刀, Sono Shitsuji, Tegatana) - 59. Le majordome fait des compromis (その執事、妥協, Sono Shitsuji, Dakyō) - 60. Le majordome est en émoi (その執事、動揺, Sono Shitsuji, Dōyō) - 61. Le majordome est né (その執事、誕生, Sono Shitsuji, Tanjō) - 62. Le majordome progresse (その執事、成長, Sono Shitsuji, Seichō)                                                        |                  |                   |                  |                   |
| 14 | 26 mai 2012      | 978-4-7575-3460-5 | 4 octobre 2013   | 978-2-5050-1733-2 |
| Sous jaquette : Black Baseball Personnage en couverture : UndertakerListe des chapitres : - 63. Le majordome apprend le métier (その執事、修行, Sono Shitsuji, Shugyō) - 64. Le majordome est grièvement blessé (その執事、重傷, Sono Shitsuji, Jūshō) - 65. Le majordome se bat courageusement (その執事、敢闘, Sono Shitsuji, Kantō) - 66. Le majordome s'agite comme un fou (その執事、狂騒, Sono Shitsuji, Kyōsō) - 67. Le majordome va à l'école (その執事、登校, Sono Shitsuji, Tōkō)                                    |                  |                   |                  |                   |
| 15 | 27 octobre 2012  | 978-4-7575-3766-8 | 7 février 2014   | 978-2-5050-1734-9 |
| Sous jaquette : Black Jokey Personnage en couverture : Sebastian MichaelisListe des chapitres : - 68. Le majordome fait le ménage (その執事、清掃, Sono Shitsuji, Seisō) - 69. Le majordome se déguise (その執事、偽装, Sono Shitsuji, Gisō) - 70. Le majordome fait de la guidance (その執事、誘導, Sono Shitsuji, Yūdō) - 71. Le majordome intrigue (その執事、策謀, Sono Shitsuji, Sakubō) - 72. Le majordome est admiratif (その執事、嘆賞, Sono Shitsuji, Tanshō)                                                         |                  |                   |                  |                   |
| 16 | 27 mars 2013     | 978-4-7575-3928-0 | 6 juin 2014      | 978-2-5050-6007-9 |
| Sous jaquette : Black Quiz Personnage en couverture : SomaListe des chapitres : - 73. Le majordome est en concertation (その執事、談合, Sono Shitsuji, Dangō) - 74. Le majordome fait son entrée (その執事、入場, Sono Shitsuji, Nyūjō) - 75. Le majordome converse joyeusement (その執事、談笑, Sono Shitsuji, Danshō) - 76. Le majordome manœuvre (その執事、策動, Sono Shitsuji, Sakudō) - 77. Le majordome dirige l'orchestre (その執事、演奏, Sono Shitsuji, Ensō)                                                        |                  |                   |                  |                   |
| 17 | 27 août 2013     | 978-4-7575-4053-8 | 3 octobre 2014   | 978-2-5050-6048-2 |
| Sous jaquette : Black Home Delivery Personnage en couverture : Edward MidfordListe des chapitres : - 78. Le majordome est à la chasse (その執事、追走, Sono Shitsuji, Tsuisō) - 79. Le majordome est en finale (その執事、決勝, Sono Shitsuji, Kesshō) - 80. Le majordome lance une belle balle (その執事、好投, Sono Shitsuji, Kōtō) - 81. Le majordome met le verrou (その執事、施錠, Sono Shitsuji, Sejō) - 82. Le majordome rie aux éclats (その執事、朗笑, Sono Shitsuji, Rōshō)                                          |                  |                   |                  |                   |
| 18 | 18 janvier 2014  | 978-4-7575-4199-3 | 13 février 2015  | 978-2-5050-6316-2 |
| Sous jaquette : Black Gûji Personnage en couverture : Ciel PhantomhiveListe des chapitres : - 83. Le majordome donne son accord (その執事、賛同, Sono Shitsuji, Sandō) - 84. Le majordome a de l'imagination (その執事、想像, Sono Shitsuji, Sōzō) - 85. Le majordome glisse (その執事、滑走, Sono Shitsuji, Kassō) - 86. Le majordome en voiture (その執事、車上, Sono Shitsuji, Shajō) - 87. Le majordome enquête (その執事、探訪, Sono Shitsuji, Tanbō)                                                                     |                  |                   |                  |                   |
| 19 | 27 juin 2014     | 978-4-7575-4344-7 | 19 juin 2015     | 978-2-5050-6266-0 |
| Sous jaquette : Black Ventriloquist Personnage en couverture : Sieglinde SullivanListe des chapitres : - 88. Le majordome donne un coup de main (その執事、助長, Sono Shitsuji, Jochō) - 89. Le majordome sonne le tocsin (その執事、警鐘, Sono Shitsuji, Keishō) - 90. Le majordome se rend sur les lieux (その執事、退去, Sono Shitsuji, Taikyō) - 91. Le majordome apporte des changements (その執事、変更, Sono Shitsuji, Henkō) - 92. Le majordome est de service (その執事、奉公, Sono Shitsuji, Houkō)                  |                  |                   |                  |                   |
| 20 | 27 décembre 2014 | 978-4-7575-4523-6 | 2 octobre 2015   | 978-2-5050-6267-7 |
| Sous jaquette : Black Exorcist Personnage en couverture : FinniandListe des chapitres : - 93. La descente du majordome (その執事、下降, Sono Shitsuji, Kakō) - 94. Le majordome est enragé (その執事、激昂, Sono Shitsuji, Gekikō) - 95. Le majordome est déçu (その執事、失望, Sono Shitsuji, Shitsubouō) - 96. Le majordome est encourageant (その執事、勧奨, Sono Shitsuji, Kanshō) - 97. Le majordome est intéressé (その執事、感興, Sono Shitsuji, Kankyō) - 98. Le majordome répond (その執事、応答, Sono Shitsuji, Ōtō) |                  |                   |                  |                   |

### Tomes 21 à 30
| no | Japonais         | Japonais          | Français          | Français          |
| no | Date de sortie   | ISBN              | Date de sortie    | ISBN              |
| --- | ---------------- | ----------------- | ----------------- | ----------------- |
| 21 | 27 mai 2015      | 978-4-7575-4656-1 | 5 février 2016    | 978-2-5050-6545-6 |
| Sous jaquette : Black Schoolboy Personnage en couverture : BardListe des chapitres : - 99. Le majordome est pris de frénésie (その執事、狂暴, Sono Shitsuji, Kyōbō) - 100. Le majordome s'enfuit (その執事、脱走, Sono Shitsuji, Dassō) - 101. Le majordome fait une rencontre (その執事、掃討, Sono Shitsuji, Sōtō) - 102. Le majordome donne un grand coup de balai (その執事、掃討, Sono Shitsuji, Sōtō) - 103. Le majordome face à l'inconnu (その執事、不詳, Sono Shitsuji, Fushō) |                  |                   |                   |                   |
| 22 | 18 novembre 2015 | 978-4-7575-4789-6 | 26 août 2016      | 978-2-5050-6613-2 |
| Sous jaquette : Black River Personnage en couverture : May LinnListe des chapitres : - 104. Le majordome n'a pas la cote (その執事、不評, Sono Shitsuji, Fuhyō) - 105. Le majordome en visite (その執事、発表, Sono Shitsuji, Happyō) - 106. Le majordome écoute attentivement (その執事、傾聴, Sono Shitsuji, Keichō) - 107. Le majordome a des exigences (その執事、強要, Sono Shitsuji, Kyōyō) - 108. Le majordome plonge dans la mer (その執事、強要, Sono Shitsuji, Kyōyō) - Hors-série : Les Six Diaboliques font la fête sans façon |                  |                   |                   |                   |
| 23 | 27 mai 2016      | 978-4-7575-4997-5 | 3 février 2017    | 978-2-5050-6777-1 |
| Sous jaquette : Black Chessplayer Personnage en couverture : BravatListe des chapitres : - 109. Le majordome a la foi (その執事、信仰, Sono Shitsuji, Shinkō) - 110. Le majordome tressaille (その執事、喫驚, Sono Shitsuji, Kikkyō) - 111. Le majordome est un voleur (その執事、泥棒, Sono Shitsuji, Dorobō) - 112. Le majordome chante en solo (その執事、独唱, Sono Shitsuji, Dokushō) - 113. Le majordome fait bande à part (その執事、独行, Sono Shitsuji, Dokkō) - 114. Le majordome devient violent (その執事、暴行, Sono Shitsuji, Bōkō) |                  |                   |                   |                   |
| 24 | 27 décembre 2016 | 978-4-7575-5207-4 | 22 septembre 2017 | 978-2-5050-6890-7 |
| Sous jaquette : Black Croupier Personnage en couverture : VioletListe des chapitres : - 115. Le majordome est tout ouïe (その執事、拝聴, Sono Shitsuji, Haichō) - 116. Le majordome s'habille (その執事、着用, Sono Shitsuji, Chakuyō) - 117. Le majordome croise le fer (その執事、丁々, Sono Shitsuji, Chōchō) - 118. Le majordome rénove (その執事、改装, Sono Shitsuji, Kaisō) - 119. Le majordome dirige (その執事、示教, Sono Shitsuji, Shikyō) - Spécial. Le majordome est lyrique (その執事、弁情, Sono Shitsuji, Ben jō) |                  |                   |                   |                   |
| 25 | 27 mai 2017      | 978-4-7575-5359-0 | 16 mars 2018      | 978-2-5050-7173-0 |
| Sous jaquette : Black Burglar Personnage en couverture : OthelloListe des chapitres : - 121. Le majordome écoute silencieusement (その執事、静聴, Sono Shitsuji, Seichō) - 122. Le majordome est inébranlable (その執事、不動, Sono Shitsuji, Fudō) - 123. Le majordome attend patiemment (その執事、待望, Sono Shitsuji, Taibō) - 124. Le majordome met les choses au clair (その執事、明徴, Sono Shitsuji, Meichō) - 125. Le majordome va à l'hôpital (その執事、搬送, Sono Shitsuji, Hansō) - 126. Le majordome rentre au bercail (その執事、帰投, Sono Shitsuji, Kitō) |                  |                   |                   |                   |
| 26 | 27 décembre 2017 | 978-4-7575-5570-9 | 31 août 2018      | 978-2-5050-7195-2 |
| Sous jaquette : Black Santa Personnage en couverture : AgniListe des chapitres : - 127. Le majordome rend un hommage (その執事、讃称, Sono Shitsuji, Sanshō) - 128. Le majordome observe (その執事、見証, Sono Shitsuji, Mi-shō) - 129. La situation du majordome se complique (その執事、錯綜, Sono Shitsuji, Sakusō) - 130. Le majordome certifie (その執事、認証, Sono Shitsuji, Ninshō) - 131. Le majordome et les anciens (その執事、宿老, Sono Shitsuji, Shukurō) - 132. Le majordome approuve (その執事、嘉賞, Sono Shitsuji, Kashō) - 133. Le majordome disparaît (その執事、没了, Sono Shitsuji, Botsu-ryō) |                  |                   |                   |                   |
| 27 | 27 juillet 2018  | 978-4-7575-5795-6 | 15 mars 2019      | 978-2-5050-7642-1 |
| Sous jaquette : Black Patissier Personnage en couverture : Ciel PhantomhiveListe des chapitres : - 134. La plainte du majordome (その執事、嘆傷, Sono Shitsuji, Tanshō) - 135. L'offrande au majordome (その執事、献上, Sono Shitsuji, Kenjō) - 136. La visite du majordome (その執事、参上, Sono Shitsuji, Sanjō) - 137. Le majordome négocie (その執事、折衝, Sono Shitsuji, Sesshō) - 138. Les corrections du majordome (その執事、推敲, Sono Shitsuji, Suikō) - 139. Le majordome opère (その執事、執刀, Sono Shitsuji, Shittō) |                  |                   |                   |                   |
| 28 | 27 mars 2019     | 978-4-757560-31-4 | 18 octobre 2019   | 978-2-5050-7643-8 |
| Sous jaquette : Black Skater Personnage en couverture : Sebastian MichaelisListe des chapitres : - 140. Le majordome revendiqur (その執事、主張, Sono Shitsuji, Shuchō) - 141. Le majordome forme des conjectures (その執事、推量, Sono Shitsuji, Suiryō) - 142. Le majordome châtie (その執事、膺懲, Sono Shitsuji, Yōchō) - 143. Le majordome applaudit (その執事、挙揚, Sono Shitsuji, Kyoyō) - 144. Le majordome est arrêté (その執事、御用, Sono Shitsuji, Goyō) - 145. Le majordome escorte (その執事、護送, Sono Shitsuji, Gosō) - 146. Le majordome est en fuite (その執事、遁走, Sono Shitsuji, Tonsō) - 147. Le majordome se sinise (その執事、唐様, Sono Shitsuji, Karayō) |                  |                   |                   |                   |
| 29 | 27 décembre 2019 | 978-4-757564-51-0 | 28 août 2020      | 978-2-5050-8499-0 |
| Sous jaquette : Black Tapioca Personnage en couverture : Ran MaoListe des chapitres : - 148. Joie et tristesse du majordome (その執事、顰笑, Sono Shitsuji, Hisomi Emi) - 149. Le majordome mobilise ses troupes (その執事、鳩合, Sono Shitsuji, Kyūgō) - 150. Le majordome fascine (その執事、魅了, Sono Shitsuji, Miryō) - 151. Le majordome paresse (その執事、無精, Sono Shitsuji, Bushō) - 152. Le majordome fait bande à part (その執事、別動, Sono Shitsuji, Betsu dō) - 153. Le majordome est en réunion (その執事、会同, Sono Shitsuji, Kaidō) - 154. Le majordome est loin (その執事、遠方, Sono Shitsuji, Enpō) - 155. Le majordome est absent (その執事、欠場, Sono Shitsuji, Ketsujō) - 156. Le majordome fait une proposition (その執事、提唱, Sono Shitsuji, Teishō)         |                  |                   |                   |                   |
| 30 | 27 octobre 2020  | 978-4-757569-16-4 | 23 avril 2021     | 978-2-5050-8523-2 |
| Sous jaquette : Black Sentai Personnage en couverture : Sebastian MickaelisListe des chapitres : - 157. Le majordome évalue (その執事、品評, Sono Shitsuji, Hinpyō) - 158. Le majordome est dans un pays étranger (その執事、異境, Sono Shitsuji, Ikyō) - 159. Le majordome effectue une livraison (その執事、配送, Sono Shitsuji, Haisō) - 160. Le majordome est négligent (その執事、疎放, Sono Shitsuji, Sohō) - 161. Le majordome est tenace (その執事、執拗, Sono Shitsuji, Shitsuyō) - 162. Le majordome embauche (その執事、採用, Sono Shitsuji, Saiyō) - 163. Le majordome tombe à la renverse (その執事、転倒, Sono Shitsuji, Tentō) - 164. Le majordome montre la voie (その執事、先導, Sono Shitsuji, Sendō) - 165. Le majordome instruit (その執事、教導, Sono Shitsuji, Kyōdō) |                  |                   |                   |                   |

### Tomes 31 à aujourd'hui
| no | Japonais          | Japonais          | Français         | Français          |
| no | Date de sortie    | ISBN              | Date de sortie   | ISBN              |
| --- | ----------------- | ----------------- | ---------------- | ----------------- |
| 31 | 27 septembre 2021 | 978-4-7575-7442-7 | 15 avril 2022    | 978-2-5051-1055-2 |
| Liste des chapitres : - 166. Le majordome rechigne (その執事、不承, Sono Shitsuji, Fushō) - 167. Le majordome est vigoureux (その執事、強剛, Sono Shitsuji, Kyōgō) - 168. Le majordome inspecte (その執事、検証, Sono Shitsuji, Kenshō) - 169. Le majordome hurle (その執事、絶叫, Sono Shitsuji, Zekkyō) - 170. Le majordome vagabonde (その執事、流浪, Sono Shitsuji, Rurō) - 171. Le majordome se volatilise (その執事、霧消, Sono Shitsuji, Mushō) - 172. Le majordome se donne corps et âme (その執事、心療, Sono Shitsuji, Shinryō) - 173. Le majordome reprend des forces (その執事、療養, Sono Shitsuji, Ryōyō) - 174. Le majordome reçoit des soins (その執事、医療, Sono Shitsuji, Iryō) - 175. Le majordome compatit (その執事、同情, Sono Shitsuji, Dōjō)                                 |                   |                   |                  |                   |
| 32 | 27 juillet 2022   | 978-4-7575-8046-6 | 7 avril 2023     | 978-2-5051-2142-8 |
| Liste des chapitres : - 176. Le majordome est à la cuisine (その執事、厨房, Sono Shitsuji, Chūbō) - 177. Le majordome donne ses instructions (その執事、指導, Sono Shitsuji, Shidō) - 178. Le majordome fait un sermon (その執事、説教, Sono Shitsuji, Sekkyō) - 179. Le majordome donne une récompense (その執事、報奨, Sono Shitsuji, Hōshō) - 180. Le majordome embauche (その執事、雇用, Sono Shitsuji, Koyō) - 181. Le majordome critique (その執事、講評, Sono Shitsuji, Kōhyō) - 182. Le majordome pose des questions (その執事、問答, Sono Shitsuji, Mondō) - 183. Le majordome est anéanti (その執事、消亡, Sono Shitsuji, Shōbō) - 184. Le majordome vagabonde (その執事、放浪, Sono Shitsuji, Hōrō) - 185. Le majordome sympathise (その執事、同調, Sono Shitsuji, Dōchō)                  |                   |                   |                  |                   |
| 33 | 27 juillet 2023   | 978-4-7575-8699-4 | 26 avril 2024    | 978-2-5051-2624-9 |
| Liste des chapitres : - 186. Le majordome agit arbitrairement (その執事、専行, Sono Shitsuji, Senkō) - 187. Le majordome prend des risques (その執事、独行, Sono Shitsuji, Dokkō) - 188. Le majordome est confus (その執事、朦朧, Sono Shitsuji, Mōrō) - 189. Le majordome éclate de rire (その執事、失笑, Sono Shitsuji, Shisshō) - 190. Le majordome s'apaise (その執事、小康, Sono Shitsuji, Shōkō) - 191. Le majordome travaille au ralenti (その執事、怠業, Sono Shitsuji, Taigyō) - 192. Le majordome implore (その執事、懇望, Sono Shitsuji, Konbō) - 193. Le majordome tâtonne (その執事、試行, Sono Shitsuji, Shikō) - 194. Le majordome entre à l'école (その執事、入校, Sono Shitsuji, Nyūkō) - 195. Le majordome écoute (その執事、謹聴, Sono Shitsuji, Kinchō)                           |                   |                   |                  |                   |
| 34 | 26 avril 2024     | 978-4-7575-9165-3 | 29 novembre 2024 | 978-2-5051-2984-4 |
| Liste des chapitres : - 196. Le majordome fait des associations (その執事、連想, Sono Shitsuji, Rensō) - 197. Le majordome dans la pagaille (その執事、烏合, Sono Shitsuji, Ugō) - 198. Un télégramme pour le majordome (その執事、電報, Sono Shitsuji, Denpō) - 199. Le majordome s'explique (その執事、陳答, Sono Shitsuji, Chin Kotae) - 200. Le majordome et la cérémonie d'adieu (その執事、壮行, Sono Shitsuji, Sōkō) - 201. Le majordome opère en douce (その執事、潜行, Sono Shitsuji, Senkō) - 202. Le majordome garde le secret (その執事、内証, Sono Shitsuji, Naishō) - 203. Le majordome écoute aux portes (その執事、盗聴, Sono Shitsuji, Tōchō) - 204. Le majordome s'échappe (その執事、逸走, Sono Shitsuji, Issō) - 205. Le majordome panique (その執事、恐慌, Sono Shitsuji, Kyōkō) |                   |                   |                  |                   |
| - |                   |                   |                  |                   |
| Liste des chapitres : - 206. その執事、哀傷 (Sono Shitsuji, Aishō) - 207. その執事、刃傷 (Sono Shitsuji, Ninjō) - 208. その執事、解放 (Sono Shitsuji, Kaihō) - 209. その執事、欺罔 (Sono Shitsuji, Gimō) - 210. その執事、蛇行 (Sono Shitsuji, Dakō) - 211. その執事、旅装 (Sono Shitsuji, Ryosō) - 212. その執事、南行 (Sono Shitsuji, Nankō) - 213. その執事、添乗 (Sono Shitsuji, Tenjō) - 214. その執事、上昇 (Sono Shitsuji, Jōshō) - 215. その執事、廃忘 (Sono Shitsuji, Haimō) - 216. その執事、勘定 (Sono Shitsuji, Kanjō) - 217. その執事、往訪 (Sono Shitsuji, Ōhō) |                   |                   |                  |                   |

## Articles connexes

Logo original du manga.

### Square Enix
1. 1 2  Tome 1
2. 1 2  Tome 2
3. 1 2  Tome 3
4. 1 2  Tome 4
5. 1 2  Tome 5
6. 1 2  Tome 6
7. 1 2  Tome 7
8. 1 2  Tome 8
9. 1 2  Tome 9
10. 1 2  Tome 10
11. 1 2  Tome 11
12. 1 2  Tome 12
13. 1 2  Tome 13
14. 1 2  Tome 14
15. 1 2  Tome 15
16. 1 2  Tome 16
17. 1 2  Tome 17
18. 1 2  Tome 18
19. 1 2  Tome 19
20. 1 2  Tome 20
21. 1 2  Tome 21
22. 1 2  Tome 22
23. 1 2  Tome 23
24. 1 2  Tome 24
25. 1 2  Tome 25
26. 1 2  Tome 26
27. 1 2  Tome 27
28. 1 2  Tome 28
29. 1 2  Tome 29
30. 1 2  Tome 30
31. 1 2  Tome 31
32. 1 2  Tome 32
33. 1 2  Tome 33
34. 1 2  Tome 34

### Manga Kana
1. 1 2  Tome 1
2. 1 2  Tome 2
3. 1 2  Tome 3
4. 1 2  Tome 4
5. 1 2  Tome 5
6. 1 2  Tome 6
7. 1 2  Tome 7
8. 1 2  Tome 8
9. 1 2  Tome 9
10. 1 2  Tome 10
11. 1 2  Tome 11
12. 1 2  Tome 12
13. 1 2  Tome 13
14. 1 2  Tome 14
15. 1 2  Tome 15
16. 1 2  Tome 16
17. 1 2  Tome 17
18. 1 2  Tome 18
19. 1 2  Tome 19
20. 1 2  Tome 20
21. 1 2  Tome 21
22. 1 2  Tome 22
23. 1 2  Tome 23
24. 1 2  Tome 24
25. 1 2  Tome 25
26. 1 2  Tome 26
27. 1 2  Tome 27
28. 1 2  Tome 28
29. 1 2  Tome 29
30. 1 2  Tome 30
31. 1 2  Tome 31
32. 1 2  Tome 32
33. 1 2  Tome 33
34. 1 2  Tome 34